# Бужорень (комуна, Телеорман)
Бужорень, Бужорені (рум. Bujoreni) — комуна у повіті Телеорман в Румунії. До складу комуни входять такі села (дані про населення за 2002 рік):
- Бужорень (742 особи)
- Дерваш
- Прунару (528 осіб)

Комуна розташована на відстані 50 км на південний захід від Бухареста, 30 км на північний схід від Александрії, 148 км на схід від Крайови.

## Населення
За даними перепису населення 2002 року у комуні проживали 1270 осіб.
Національний склад населення комуни:
| Національність | Кількість осіб | Відсоток |
| -------------- | -------------- | -------- |
| румуни         | 1240           | 97,6%    |
| цигани         | 30             | 2,4%     |

Рідною мовою назвали:
| Мова      | Кількість осіб | Відсоток |
| --------- | -------------- | -------- |
| румунська | 1239           | 97,6%    |
| циганська | 30             | 2,4%     |
| німецька  | 1              | 0,1%     |

Склад населення комуни за віросповіданням:
| Релігія     | Кількість осіб | Відсоток |
| ----------- | -------------- | -------- |
| православні | 1265           | 99,6%    |
| адвентисти  | 5              | 0,4%     |

## Зовнішні посилання
- Дані про комуну Бужорень на сайті Ghidul Primăriilor [Архівовано 27 червня 2012 у Wayback Machine.]